# Сондрио
Сондрио (итал. Sondrio) град је у северној Италији. Град је средиште истоименог округа Сондрио у оквиру италијанске покрајине Ломбардија.

## Природне одлике
Град Сондрио је једини значајнији град у Ломбардији, који се налази дубоко у Алпима. Град се налази у алпском подручју, на 130 км северно од Милана. Град се налази у алпској долини Валтелина близу швајцарске границе.

## Становништво
Према резултатима пописа становништва 2011. у општини је живело 21.642 становника.
| 1931.  | 1936.  | 1951.  | 1961.  | 1971.  | 1981.  | 1991.  | 2001.  | 2011.  |
| ------ | ------ | ------ | ------ | ------ | ------ | ------ | ------ | ------ |
| 10.554 | 11.672 | 14.643 | 18.944 | 22.990 | 22.747 | 22.097 | 21.642 | 21.642 |

Сондрио данас има преко 20.000 становника, махом Италијана. Током протеклих деценија у град се доселило много досељеника из иностранства, највише са Балкана.

## Привреда
Последњих деценија Сондрио, као град окружен Алпима, све више постаје туристичко одредиште, посебно зими. Томе доприноси и близина значајнијих и старијих туристичких места попут Бормија и Ливиња, који управно подпадају под Сондрио.

## Партнерски градови
- Зинделфинген
- Радовљица
- São Mateus

## Галерија
- Торањ градске катедрале
- Типична градска продавница
- Брдовити део града
- Градска библиотека у старој вили